# Araneus iriomotensis
Araneus iriomotensis este o specie de păianjeni din genul Araneus, familia Araneidae, descrisă de Akio Tanikawa în anul 2001. Conform Catalogue of Life specia Araneus iriomotensis nu are subspecii cunoscute.